# ビリケンの夜から朝礼
ビリケンの夜から朝礼（びりけんのよるからちょうれい）は、Kiss-FM KOBE制作のラジオ番組。DJはビリケン（ビリー、ケン）でKiss-FM KOBEで金曜25:00〜放送していた。他のネット局ではテープネットされていた。また、初ゲストとしてばんばひろふみが出演した。2005年7月からネット局が拡大されたがその時の放送は放送開始から66回目であった。しかし、2006年4月の改編でこれまでネットしていた局のほとんどが、JFN・自社番組枠確保の為放送を打ち切りをし、ネット局が激減してしまった。
α-STATIONでは「MIDNIGHT SCHOOL」という題がついていた。
2006年秋の改編で放送終了。

## ポイント別プレゼント
Ptはポイントを示す。
- 10Pt　ステッカーセット
- 40Pt　缶バッジ
- 60Pt　マグカップ
- 100Pt ビリケンオリジナルメッセージ入りCD
- 200Pt ビリケンオリジナルメッセージ入りDVD

補足：もともとは、100Ptで私物プレゼントだったが、私物がどんどん減ってきたため変更された。

## コーナー
- 私の学校・職場自慢
- みんなで社会のお勉強「教えてビリケン!世間の不思議」
- うちのクラスの流行(はやり)モノ
- ビリケン恋愛　保健室
- 「学校今昔物語」
- 「ビリケン学園“憩いの音楽室”」
- 今週の抜き打ちテスト
- 「ビリケンバトル!あなたならどっち?」

## ネット局
- Kiss-FM KOBE※製作局
- radio CUBE FM三重
- K-MIX
- V-air

## ネット途中打ち切り局
- Radio80　土曜（日曜未明）24:00〜24:30（06年3月終了）※2006年4月からは「三浦大知 D-ロック・ステーション」を放送。
- FMY　木曜20:00〜20:30（06年3月終了）※2006.4からは「フジファブリックのグチグチ言わせて」を放送。
- FMとやま
- FM山形
- Air-Radio FM88
- e-radio
- FM NIGATA
- FM岡山
- α-STATION※独立局